# Théophile Toussaint
Théophile Toussaint (Châtelineau, 23 april 1927 - 4 januari 2005) was een Belgisch senator.

## Levensloop
Toussaint werd fabrieksploegbaas en technicus. Ook was hij onderwijzer in de industriële school van Farciennes. 
Als lid van de PSB werd hij in oktober 1958 verkozen tot gemeenteraadslid van Châtelineau, waar hij van 1965 tot 1976 burgemeester was. Na de fusie met Châtelet was hij daar van 1977 tot 1994 gemeenteraadslid. Van 1977 tot 1980 was hij eveneens schepen en van 1980 tot 1994 burgemeester van de gemeente.
Van 1965 tot 1971 was hij eveneens provincieraadslid van Henegouwen en vervolgens zetelde hij van 1978 tot 1991 in de Belgische Senaat als rechtstreeks gekozen senator voor het arrondissement Charleroi-Thuin. Van 1980 tot 1991 zetelde hij hierdoor ook in de Waalse Gewestraad en de Raad van de Franse Gemeenschap.